# Хранитель (роман)
«Храни́тель» — фантастичний антиутопічний роман американської письменниці Лоїс Лоурі 1993 року, перша частина «Квартету Хранитель». Наступні книги серії: «Знайти блакить» (2000), «Посланець» (2004), «Син» (2012).
Книгу екранізовано, перекладено багатьма мовами та відзначено низкою нагород.

## Сюжет
Події відбуваються у недалекому майбутньому, в ідеальному світі, що з'явився після великої катастрофи: більше немає конфліктів, війни, безробіття, соціальної нерівності. Але й немає вибору, спогадів та емоцій. Втім, здається, це всіх влаштовує. Відповідно до своїх здібностей та талантів, кожна людина отримує від громади своє призначення, визначене на все життя — бути лікарем, інженером, вчителем, працівником риборозплідника чи доглядальником старих. Вибір партнера визначається також виключно громадою. Дітей народжують спеціально призначені люди — народжувачки, а немовлята розподіляються по сім'ях.
Головний герой, дванадцятирічний Джонас, отримує особливе призначення — бути наступним Хранителем та зберігати спогади про справжні людські почуття. Хранитель пам'яті в громаді лише один. Він починає передавати Джонасові свої знання та спогади, поступово відкриваючи, реальну ціну цього ідилічного життя громади.

## Сприйняття
Вибрані відзнаки та нагороди:
- 1994 — Медаль Джона Ньюбері
- 1994 — Премія Гола Клемента
- 1994 — Номінація Міфопоетичної премії за дитячу фентезі[3]

## Видання та екранізації
Вперше книгу опубліковано 1993 року. Роман неодноразово перевидавався та був перекладений, зокрема й українською, іспанською, болгарською, в'єтнамською, італійською, німецькою, нідерландською, польською, румунською, словенською, турецькою, французькою мовами.
Видання українською мовою:
- Лоїс Лоурі. Хранитель = The Giver / пер. з англ.: Олександр Стукало. — Харків : Читаріум, 2018. — 240 с. — ISBN 978-617-7329-43-4.

2014 року, за мотивами роману, вийшов американський художній фільм «Посвячений», знятий режисером Філліпом Нойсом.